# 서예림
서예림(1990년 12월 30일 ~)은 대한민국의 뮤지컬 배우다. 2011년 뮤지컬 '굿모닝 학교 ver.7'으로 데뷔했다.

## 방송
- 판타스틱 듀오 (2016) - 김태우 편
- 내일은 미스트롯 2 (2020) - Top112